# Bingo: O Rei das Manhãs
Bingo: O Rei das Manhãs é um filme de comédia dramática brasileiro de 2017 produzido por Gullane Filmes e distribuído por Warner Bros. Pictures. O roteiro de Luiz Bolognesi foi inspirado na vida de Arlindo Barreto, ator que interpretou o palhaço Bozo na televisão. O filme marca a estreia de Daniel Rezende como diretor e é estrelado por Vladimir Brichta, Leandra Leal, Emanuelle Araújo, Tainá Müller e Domingos Montagner em seu papel final no cinema.
O filme retrata a história de Augusto Mendes, um ator que sonha em ter uma carreira notória e duradoura na televisão brasileira. Divorciado e pai de Gabriel, ele trabalha fazendo pornochanchadas e pequenas participações em novelas da TV Mundial – a emissora com maior audiência do país. Porém, em busca do seu maior sonho, e devido uma promessa ao filho, cogita se desprender dos trabalhos pornográficos para trabalhar animando um programa matinal infantil. O grande revés vem a tona quando descobre que o público não pode saber sua identidade. Portanto, anônimo, entra em crises pessoais, o que corrobora em uma convivência ruim com o filho e em seu ambiente de trabalho.
A concepção da ideia inicial do longa-metragem foi pensada por Dan Klabin durante a leitura de um artigo da Revista Piauí, no qual tratava o conflito de Arlindo Barreto com seu filho. Klabin convidou Rezende, que até então tinha trabalhos no meio cinematográfico apenas como montador, para a direção, e ambos apostaram nessa história com o objetivo de contar um recorte dela, sobre o ator que encarnou o palhaço ídolo dos anos 1980. O roteiro de Luiz Bolognesi veta elementos que pudessem, de alguma forma, barrar a liberdade criativa da obra, assim acarretando em algumas mudanças, entre elas, o nome de Bozo para Bingo. O estágio de escolha do elenco pendurou-se até o fim de 2015, onde foi iniciado as filmagens.
Bingo: O Rei das Manhãs foi lançado no circuito brasileiro em 24 de agosto de 2017.

## Enredo
Augusto Mendes é um ator divorciado que trabalha fazendo filmes de pornochanchada, e promete ao filho, Gabriel, que seu próximo trabalho será algo que todas as crianças poderão assistir. Ele tenta uma vaga para ator numa novela das oito da Rede Mundial (equivalente a Rede Globo), mas consegue somente uma ponta. Ao tentar improvisar em cena, é chamado para levar uma bronca dos diretores, e acaba desistindo do papel após tentar ser convencido de que "é melhor fazer uma ponta na Mundial do que ser o protagonista em qualquer outro lugar".
Ao se candidatar para a vaga de ator em outra emissora, a TVP (equivalente ao SBT), Augusto se depara com uma longa fila, e vê uma outra fila menor com homens vestidos de palhaço. Ao questionar do que se trata, ele descobre que está sendo feita a seleção para o palhaço Bingo (equivalente ao palhaço Bozo), que terá um programa infantil. Augusto entra nesta fila e vê os demais candidatos sendo sumariamente eliminados pelo diretor Peter Olsen – um estadunidense mal-humorado que não entende português. Quando chega a sua vez, Augusto faz um improviso falando palavrões e xingando o diretor, fazendo com que todas as pessoas no estúdio riam. Impressionado com a performance e sem entender uma palavra do que ele disse, o diretor o contrata para ser o Bingo.
Durante as gravações do programa, Augusto vira amigo do cinegrafista Vasconcelos. A diretora e produtora Lúcia insiste para que Augusto mantenha-se fiel ao roteiro, traduzido diretamente do inglês. Como a audiência não é boa, Augusto decide improvisar, e o programa começa a ter sucesso. Augusto também introduz a ideia de ligações telefônicas ao vivo, chegando ao segundo lugar em audiência. Ao perceber que o programa infantil da TV Mundial é apresentado por uma loira em roupas curtas chamada Lulu (equivalente a Xuxa), Augusto resolve trazer uma dançarina que havia conhecido numa boate – Gretchen –, e o programa passa a ser líder de audiência, pois agora também atrai a atenção de adultos.
O programa do Bingo é um sucesso nacional e conquista um prêmio de televisão (equivalente ao Troféu Imprensa). Augusto ganha muito dinheiro e começa a frequentar festas quase diariamente, ingerindo muita bebida alcoólica e consumindo drogas de vários tipos. Ele passa a sumir por vários dias e a esquecer compromissos com seu filho, Gabriel. Sua mãe, Marta, uma atriz aposentada, consegue uma vaga numa novela, mas é tomada de surpresa e desgosto quando vê que foi substituída por outra atriz, sem aviso. Ela morre pouco tempo depois. Augusto, ao tomar conhecimento, passa a beber ainda mais. Ele aposta com Vasconcelos que conseguirá transar com Lúcia, que é evangélica, e passa a assediá-la, sem sucesso.
Uma noite, enquanto estava com seu filho, Augusto adormece de tanto beber. Gabriel então bebe uísque no mesmo copo que o pai, entrando em coma alcoólico e indo parar no hospital. Augusto então perde o direito de visitar o filho. Durante um programa, após cheirar cocaína antes de entrar no estúdio, Augusto começa a sangrar pelo nariz ao vivo, em frente às crianças e às câmeras, e fica atônito. No dia seguinte, ele descobre que perdeu o emprego na TVP e há outro em seu lugar. Ele passa a frequentar um grupo dos Alcoólicos Anônimos e a apresentar-se na igreja de Lúcia, finalmente conquistando-a e casando-se com ela.

## Elenco
- Vladimir Brichta interpreta Augusto Mendes (Bingo): O personagem-protagonista, é um ator que anseia por trabalhos que o coloque em posição notória, eis que aparece a vaga para o programa matinal Bingo.[2]
- Leandra Leal interpreta Lúcia: Produtora e diretora do programa infantil apresentado por Bingo. Ela é evangélica, e resiste às propostas indecentes de Augusto.[2][3]
- Emanuelle Araújo interpreta Gretchen: Única personagem efetivamente real no filme. Teve um rápido romance com o protagonista.[2]
- Cauã Martins interpreta Gabriel: Filho de Augusto. Por vezes, sente-se sozinho em face da recepção do pai, que devido ao seu trabalho e noites regadas a bebidas e drogas, não consegue dar atenção ao filho.[2]
- Ana Lúcia Torre interpreta Marta Mendes: Mãe de Augusto. Uma atriz que teve um grande sucesso na televisão brasileira, mas encontra-se esquecida pelos meios de comunicação.
- Tainá Müller interpreta Angélica: Ex-esposa de Augusto. Uma atriz bem-sucedida que frequentemente está nos principais papéis das novelas em horário nobre na emissora líder de audiência, a TV Mundial. Tem uma história conturbada com Augusto. Eles têm um filho em comum, o Gabriel.[4]
- Augusto Madeira interpreta Vasconcelos: Operador de câmera do Programa do Bingo. Torna-se amigo de Augusto e parceiro frequente em casas noturnas.
- Pedro Bial interpreta Armando: Executivo da TV Mundial, critico em relação aos atores que participam da novela da emissora, e recusa dar papéis a Augusto.[2]
- Soren Hellerup interpreta Peter Olsen: Criador original do palhaço Bingo nos Estados Unidos, que veio ao Brasil para se certificar que seu personagem seguiria a mesma linha criativa na TVP. É inspirado no estadunidense Larry Harmon.[2]
- Ricardo Ciciliano interpreta Cláudio Ricardo: Um dos executivos da TV Mundial.[5]
- Domingos Montagner interpreta Aparício: Palhaço de circo que dá aulas particulares de palhaço para Augusto Mendes. Na vida real, o ator Domingos Montagner começou sua carreira no circo.[2]

## Produção

### Desenvolvimento e pré-produção
O produtor do filme, Dan Klabin, fez uma pesquisa que a chamou de "os heróis do cinema brasileiro". Ele chegou ao resultado de três títulos notórios do imaginário cinematográfico no Brasil: Dona Flor e Seus Dois Maridos, o Jeca Tatu do Mazzaroppi e O Trapalhão nas Minas do Rei Salomão.  "O que eles tinham em comum era a malandragem, o jeitinho. Então fui a fundo e encontrei um palhaço doidão, dos anos 1980", concluiu o produtor. Em dezembro de 2007, a Revista Piauí lança um artigo intitulado "O Palhaço de Deus" escrito pela jornalista Raquel Freire, que abordava a vida de Arlindo Barreto desde os primórdios de sua carreira durante a mitologia midiática da década de 1980 — quando incorporou o palhaço mais conhecido do país, no matinal Programa do Bozo — até os dias em que se tornou um líder evangélico. Dan Klabin ficou fascinado pela história retratada por Freire. Ele achava naquele artigo conteúdo que corroborava com sua pesquisa: "Eu vi um super-herói brasileiro que nadou contra a corrente para conquistar o sucesso. Isso subiu à cabeça e gerou problemas, mas hoje ele é feliz, um homem de família que eu passei a admirar muito", relata.
Em meados de 2008, durante uma ponte aérea, Dan Klabin encontra Daniel Rezende e comenta sobre as pesquisas e o artigo da revista. Klabin sugere não somente que ele leia o artigo bem como que ao fim da leitura entrasse em contato para conversar sobre a possibilidade de transformar em um longa-metragem. No artigo, Barreto ao relatar sobre o trauma de ouvir o mais velho de seus três filhos, na época com cinco anos, dizer "você é o único pai que brinca com todas as crianças, menos comigo", chamou atenção de Rezende que viu neste pequeno trecho a oportunidade de migrar dos seus trabalhos como montador para a direção e produção de um filme, com uma história baseada em fatos. Daniel Rezende também viu a chance de falar sobre a cultura pop e o Brasil nos anos 80. Para ele esse tema não é explorado com frequência no cinema nacional, que tem produções mais ligadas a temas que explora as questões sociais, políticas e culturas regionais, segundo ele.  Para Rezende, todos os projetos que participou como montador foi notório a absorção de verdadeiros aprendizados com os diretores envolvidos. Isso influenciou em sua decisão de deixar de ser um co-autor para começar a ser "capitão da equipe", o que foi um passo para contar as próprias histórias com uma visão pessoal. "Eu não sou o tipo de diretor que quer fazer filme para fazer dinheiro, eu quero é contar determinadas histórias" finaliza.
Neste contexto, os dois já tinham uma história base animadora, o que deixou Klabin responsabilizado a ir rapidamente atrás de Arlindo Barreto, entrar em acordo de autorização, montar uma equipe e dar início a pré-produção. Com um título de produção "Vida de Palhaço", o longa de Rezende captou cerca de 3 milhões de reais do Fundo Setorial do Audiovisual (FSA) promovido pela Agência Nacional do Cinema (Ancine), em fevereiro de 2013. No mesmo período, durante entrevistas relacionadas ao filme Uma História de Amor e Fúria, o roteirista Luiz Bolognesi relatou que foi anexado ao projeto. Ainda em pré-produção, com o argumento inicial do filme já desenvolvido, o personagem principal se chamaria o "Palhaço Bongo", porém, antes de dar o início as filmagens o diretor de arte Cassio Amarante deu a sugestão da troca para "Bingo". Em maio de 2014, o título do filme foi alterado para Bingo: O Rei das Manhãs.
| “ | Nesse filme, eu tive a oportunidade de trocar de cadeira. Sai da salinha escura onde podia xingar meus diretores e fui para um outro lugar, onde agora posso ser xingado pelos realizadores. — Daniel Rezende | ” |

### Roteiro
Luiz Bolognesi iniciou seu trabalho em Rei das Manhãs escrevendo uma história de personagem em sua plenitude dramática. O roteirista comentou em entrevistas que dificilmente um longa-metragem em seu status inicial tenha um primeiro tratamento aceitável, e com Bingo não foi diferente. Ele chegou a apresentar o primeiro tratamento do roteiro a várias pessoas, incluindo Fernando Meirelles, que ficou surpreso ao ler o que Bolgnesi tinha feito até então: "se a história é sobre um palhaço, então cadê a comédia? Talvez não deveria ser um drama, e sim uma tragicomédia" relata Meirelles. Daniel Rezende assentiu a observação de Meirelles e conduziu o longa-metragem a guinar o gênero para uma comédia dramática. Porém, neste momento Bolognesi estava recebendo uma proposta que em primeira instância soou receosa. Ele nunca havia trabalhado escrevendo comédia, o que considera o gênero mais difícil do cinema. Acreditava que poderia não desenvolver o que a equipe estava esperando. Neste dilema, ele confessou que iria tentar porém com ressalvas: "é drama somado com a comédia ao mesmo tempo, o que é muito bom, mas eu nunca fiz nem sei fazer, deixa eu tentar [...] daqui uns quatro a cinco meses, se a gente ver que eu não estou rendendo chama outro roteirista, que eu saio ou trabalho junto". Daniel Rezende acabou gostando muito do que estava sendo escrito, e ele estava sem pressa, queria fazer um trabalho segundo ele "bem polido". Depois de estreado, Bolognesi sentiu-se feliz ao saber pelas primeiras reações indicando que sua tragicomédia tinha realmente funcionado. "Ouvi muitos relatos que riram e até mesmo choraram, ou seja, a expressão máxima de uma produto deste gênero que funciona" conta o roteirista contente.
Bingo: O Rei das Manhãs é descrito por Daniel Rezende como um filme cujo roteiro aborda os bastidores da televisão brasileira nos anos de 1980, segundo ele, "uma era cafona e louca, de muitos excessos, na qual um sujeito egresso de uma linhagem de artista tenta buscar seu lugar sob os holofotes". O desenvolvimento do roteiro esteve fincado desde o início na premissa de não se ater a nomes, marcas ou outros elementos que pudessem, de alguma forma, barrar a qualidade criativa da obra. Para percorrer estes princípios, foram tomadas algumas decisões que resultaram em um longa-metragem agarrado à história real, mas sem deixar de lado a arte de ficcionalizar e dar espaço à liberdade de criação. "A gente queria fazer a história que a gente queria contar" explica o diretor, que juntamente com Bolognesi teve de alterar da história real de Arlindo Barreto, que em um programa infantil interpretava a versão brasileira de Bozo, para no filme o personagem principal se chamar Augusto, travestido de Palhaço Bingo. Essa sendo apenas uma das vertentes para vetar nomes no filme; sendo a outra os direitos autorais protegidos, uma vez que o palhaço é uma marca americana. Embora essa decisão esteja presente nas nomeações dos personagens e das marcas como um todo (Xuxa virou Lulu, SBT passou a ser TVP e a Rede Globo, que é também conhecida como "Vênus Platinada", foi renomeada como Mundial, a "Dama Prateada"), teve o advento de uma exceção ao personagem da Gretchen, ao qual se comprometeu dar a referência histórica como uma espécie de um "ícone da época" que o diretor precisava. "Ela chega como um fundamento do real no recorte pop que fizemos, com uma função dramática importante para o filme, centrado na busca de Augusto para encontrar seu espaço na televisão" explica o diretor.
Como o filme é baseado na vida de Arlindo Barreto, foi necessário o fechamento de um contrato de autorização de reprodução de sua história de vida, o que pode configurar o filme como uma cinebiografia. No contrato que assinou junto à produção do longa-metragem, Barreto estipula que no roteiro deve haver uma parte exclusiva para abordar o que ele chama de "virada na vida", que corresponde a cerca de 25% da história, que por sua vez, deve culminar em semelhanças com a situação atual dele — que segundo ele —, é "disseminando a palavra de Deus". Luiz Bolognesi trabalhou no roteiro em cima de dois conflitos notórios na trama: o primeiro referente ao protagonista que torna-se famoso ao travestir-se de palhaço, tornando este personagem um alter-ego no qual é seu refúgio depois de muitas drogas; e outra a relação conturbada com o filho, que por vezes sente-se sozinho devido seu pai prestar seu tempo ao trabalho, sexo e uso ilícito de entorpecentes, menos a ele. Para ter um recorte melhor da vida de Arlindo Barreto, e também dos anos 1980, a produção de Rei das Manhãs teve uma entrevista de quase cinco horas com Barreto que serviu como base para o desenvolvimento do roteiro. Traços como a "personalidade", "vivacidade" e o "humor" foi captado nestas horas de entrevistas e chamou a atenção de Vladimir Britcha e Bolognesi que introduziram no filme consideravelmente. Rezende classifica seu filme como "filme de personagem", e teve desde o início da produção Birdman (2015) como referência. Nele, Michael Keaton é um ator sufocado por seu maior personagem — alusão ao Batman que o estadunidense de fato viveu de 1989 a 1992. Dentre os conteúdos que constituem a base de inspiração do roteirista, esteve O Riso (1899) de Henri Bergson, uma espécie de tratado filosófico com realces psicológicos e antropológicos que pretende discutir o humor, com questões como "de onde vem o riso", "porque o ser humano rir", "o que ele quer dizer com o riso". O leque de inspirações conta também com uma consultoria de Domingos Montagner.

### Escolha do elenco
Em meados de 2008, durante as filmagens do curta-metragem Blackout, Daniel Rezende que na época dirigia o curta, apresentou a Wagner Moura o projeto de um filme inspirado no Bozo brasileiro. Os dois já haviam trabalhados juntos em Tropa de Elite (2007). Então, desde este período o filme foi arquitetado tendo como o protagonista já pensado. Somente em fevereiro de 2014, Moura em uma entrevista confirmou que estaria no filme. Ele estava em épocas de campanha de divulgação de Narcos, uma série Netflix e, em estágios iniciais de um próximo projeto com José Padilha, porém, mesmo assim aceitou participar de Bingo: O Rei das Manhãs. No mesmo período, Barreto concedeu entrevistas relatando sua aprovação do ator principal, ressaltando que "não é pra qualquer um".
No entanto, em agosto de 2015, foi confirmado que Wagner Moura estava deixando o projeto em decorrência de conflitos de agenda, dando lugar para que o ator Vladimir Brichta conquistasse o papel. Brichta, apesar de não ter sido a primeira opção, conseguiu respeito pelo fato de sua anexação ao projeto ser a convite do próprio Moura — os dois são conterrâneos e já trabalharam juntos. "Poucas vezes trabalhei com alguém que tenha se entregado tanto a um projeto. Foi muito além do que eu poderia imaginar" afirma Rezende que no início estava receoso com o candidato. Para a construção do personagem, Brichta revela que procurou uma inspiração mais pessoal interna do que externamente. Ele empregou a bagagem de conhecimento humorístico e vontade de colaborar com a elaboração do personagem a seus trabalhos de comédia que tem feito ultimamente na televisão e teatro. O próprio ator, junto ao roteirista e ao diretor, sugeriu se desprender de Arlindo Barreto e outros palhaços notórios como referência. Para ele, a única necessidade que tinha era a de "admitir o quanto de mim eu já carregava de palhaço". Brichta preparou-se com Fernando Sampaio, palhaço e cofundador da companhia teatral La Mínima, a mesma da qual Domingos Montagner — que faz uma participação no longa — fazia parte. Pintou a cara e atuou anônimo em um circo na Cidade Tiradentes, zona leste da cidade de São Paulo, e até contracenou com Arlindo Barreto em um encontro entre intérprete e personagem. A experiência frente ao respeitável público o marcou. "Tudo o que havia feito até então flertava com a ideia de palhaço, mas naquele dia eu me assumi como um" relata o ator aprovado.
Em novembro de 2015, Emanuelle Araújo foi confirmada no papel de Gretchen — a única personagem real do longa. Tainá Müller foi confirmada em outubro de 2015, logo após o fim da telenovela Babilônia da qual fazia parte do elenco. Até o fim desse ano foram confirmados nomes como Leandra Leal, na pele da diretora do programa do Bingo; Pedro Bial, como um empresário de TV; Augusto Madeira, na pele de um cameraman divertido. Personalidades de blogs e sites da web também fazem participações, entre eles Érico Borgo, editor-chefe do site especializado em cinema Omelete.

### Filmagens
Com um orçamento de 8,5 milhões de reais — deste, cerca de 35% oriundos do Fundo da Ancine —, Bingo: O Rei das Manhãs iniciou seu estágio de filmagens em outubro de 2015 em São Paulo e foram finalizadas em dezembro. Para as filmagens de cenas internas, como as do Programa do Bingo, a produção de Rei das Manhãs fechou um acordo com a TV Cultura para a utilização do Estúdio C dos blocos de estúdios disponíveis no bairro Água Branca, em São Paulo. O diretor Daniel Rezende relatou em uma entrevista uma pequena dificuldade peculiar dele e de Lula Carvalho — o diretor de fotografia — para realização dos ensaios da ambientação, devido à figuração do Bingo. Como a maquiagem do personagem por causa das luzes derretia com facilidade, era preciso gravar as cenas sem muitos erros em pouco tempo, para isso eram necessários os ensaios sem a figuração completa. Porém, quando transformado no palhaço, o figurino, sobretudo a peruca, corroborava no revés constante de desfazer os enquadramentos.
O diretor de fotografia Lula Carvalho já havia trabalhado com Daniel Rezende em trabalhos anteriores, como no filme Cidade de Deus em que foi assistente de câmera enquanto Rezende era montador. Em trabalhos mais recentes, como Robocop de José Padilha em 2014, Rezende tinha comentado com Carvalho sobre Rei das Manhãs, já com ideias sólidas e bastante movido em executá-las. Carvalho topou a anexação ao projeto, pois viu um tema e assunto que até então não tinha sido filmado pelo cinema nacional. A equipe de Bingo conseguiu equipamentos com a produtora carioca Simbora Filmes. Entre eles, duas filmadoras Red Dragon. A escolha das câmeras foi em virtude da resposta com que elas dão às cores. "Acreditamos que o contraste e saturação que o sensor da RED nos dá contribuiria para uma alma pop relacionada aos anos 80, que estávamos buscando" relata Lula. Em cenas que retratavam os bastidores da TV, foi filmado também com as próprias câmeras dos anos 80, assim ao mesmo tempo que faziam parte da ambientação, elas geravam conteúdo valioso, com textura e qualidade do que era produzido na época. Foi composto um jogo de lente de maneira que refletisse os pontos do personagem-título. A vida pessoal, a trajetória profissional, os momentos de delírio ou depressão, e para outros momentos notórios da trama, foi pensado uma combinação de lentes que variava de acordo com a cena, conforme a vida de Augusto ia se modificando.
Desde seu trabalho em Blackout — um curta-metragem filmado consideravelmente em uma única sequência —, os planos sequencias mostram-se como um desafio para Daniel Rezende. Ele queria fazer algo que de alguma maneira não fosse o forte dele, que talvez não tangenciava o campo de dominio dele, e o plano sequencia foi pensado como uma das ferramentas a ser usada em Rei das Manhãs por intermédio deste raciocinio. "Eu percebi em Blackout que o plano sequência também possui cortes, existe montagem. A única diferença é que você edita ao vivo, no set de filmagem. [...] Então eu usei toda minha experiência como montador, pra fazer a marcação de tempo já pensando em como transitar a câmera na cena [...] É um ritmo, como se fosse um balé da câmera, o timing dos atores, tudo tem que ter a precisão na hora". Britcha comenta a habilidade que Rezende teve em conduzir as cenas de plano sequência com tanta eficiência em tomadas até mesmo em 360 graus: "Ele é um cronometro ambulante. Tem uma métrica muito clara de como organizar a cena". O primeiro plano-sequência do filme que teve aproximadamente cinco minutos de duração foi gravado nos estúdios da TV Cultura e precisou de ensaios durante uma manhã inteira, sendo repetido durante 8 takes. A locação permitiu fazer uma sequência do momento da apresentação do programa, no qual o palhaço era seguido desde o camarim, passando pelos corredores até chegar ao centro do picadeiro, onde o protagonista tem um embate com a personagem de Leandra Leal, Lucia, a diretora do programa.

### Pós-produção
Depois de finalizado as filmagens, foi dado o início a pós-produção comandada pelo próprio diretor, agora em consonância de Marcio Hashimoto — que ficou encarregado da montagem do longa. A ilha de edição foi instalada no primeiro andar da Gullane Filmes, no bairro da Lapa, em São Paulo. Embora Daniel Rezende seja um montador renomeado, ele confiou esta fase do projeto a Hashimoto, e justificou relatando "como montador, eu sempre quis oferecer a meus diretores uma visão fresca que pudesse subverter a lógica do material filmado. Aqui, se eu fosse o montador, eu poderia perder esse frescor e ficar muito preso a ideias já determinadas previamente".

## Lançamento

### Divulgação
A campanha publicitária de Bingo: O Rei das Manhãs deu-se início às atividades em dezembro de 2016. Durante o painel da distribuidora Warner Bros. Pictures na CCXP - Comi Con Experience 2016 foi divulgado o primeiro trailer. Sendo sumarizado por "sexo, drogas e briga por audiência" o primeiro trailer teve uma recepção positiva perante a mídia. Rodrigo Fonseca do Omelete relata exultante que o longa é "esperado pelo mercado exibidor como um potencial sucesso de bilheteria para o cinema nacional em 2017". Em fevereiro de 2017, em um vídeo promocional, o protagonista canta uma Marchinha de Carnaval titulada "VidaLoka" na qual o palhaço fala sobre tudo o que faz quando não está nos palcos. Apesar de estar travestido no vídeo como "herói da criançada", a letra da música possui bastante ironia e humor ácido — como no longa-metragem. No mesmo mês, a fan page do filme no Facebook foi criada e estratégias de postagens patrocinadas foram desenvolvidas. Em abril de 2017, em um stand da Warner Bros. Pictures no CCXP Tour Nordeste que foi realizado no Centro de Convenções de Pernambuco  o segundo trailer de Rei das Manhãs foi divulgado. Vladimir Brichta foi uma das atrações do evento. Poucos dias depois foi lançado o primeiro pôster do filme, criado pela Gullane Filmes, cuja composição consiste em Bingo caracterizado sorrindo ironicamente, enquanto o crédito de Daniel Rezende e o título do filme localiza-se à direita. O filme foi lançado em 24 de agosto de 2017.
O filme foi selecionado pela Agência Nacional do Cinema como representante do Brasil na tentativa de uma indicação ao Prêmio Goya de melhor filme ibero-americano. Também foi selecionado pelo Ministério da Cultura em parceira com a Academia Brasileira de Cinema como representante brasileiro na tentativa de uma indicação ao Oscar de melhor filme estrangeiro na edição de 2018. No entanto, o filme não conseguiu votos suficientes para concorrer em nenhum dos prêmios.

## Prêmios e indicações

### Grande Prêmio do Cinema Brasileiro 2018
| Data da Cerimônia      | Categoria                       | Recipiente                                                                               | Resultado |
| ---------------------- | ------------------------------- | ---------------------------------------------------------------------------------------- | --------- |
| 18 de Setembro de 2018 | Melhor Longa-Metragem de Ficção | Daniel Rezende                                                                           | Venceu    |
| 18 de Setembro de 2018 | Melhor Direção                  | Daniel Rezende                                                                           | Indicado  |
| 18 de Setembro de 2018 | Melhor Ator                     | Vladimir Brichta                                                                         | Venceu    |
| 18 de Setembro de 2018 | Melhor Atriz                    | Leandra Leal                                                                             | Indicado  |
| 18 de Setembro de 2018 | Melhor Ator Coadjuvante         | Augusto Madeira                                                                          | Venceu    |
| 18 de Setembro de 2018 | Melhor Atriz Coadjuvante        | Ana Lúcia Torre                                                                          | Indicado  |
| 18 de Setembro de 2018 | Melhor Roteiro Original         | Luiz Bolognesi                                                                           | Indicado  |
| 18 de Setembro de 2018 | Melhor Direção de Fotografia    | Lula Carvalho                                                                            | Venceu    |
| 18 de Setembro de 2018 | Melhor Montagem                 | Márcio Hashimoto                                                                         | Indicado  |
| 18 de Setembro de 2018 | Melhor Direção de Arte          | Cássio Amarante                                                                          | Venceu    |
| 18 de Setembro de 2018 | Melhor Figurino                 | Verônica Julian                                                                          | Indicado  |
| 18 de Setembro de 2018 | Melhor Maquiagem                | Anna Van Steen                                                                           | Venceu    |
| 18 de Setembro de 2018 | Melhor Trilha Sonora Original   | Beto Villares                                                                            | Indicado  |
| 18 de Setembro de 2018 | Melhor Som                      | Jorge Rezende, Alessandro Laroca, Eduardo Virmod Lima, Renan Deodato, Armando Torres Jr. | Indicado  |
| 18 de Setembro de 2018 | Melhor Efeito Visual            | Guilherme Ramalho, Luis Carone e Daniel Dias                                             | Venceu    |

| Ano  | Prêmio          | Categoria                    | Indicado       | Resultado | Ref |
| ---- | --------------- | ---------------------------- | -------------- | --------- | --- |
| 2017 | Prêmio Contigo! | Melhor Filme                 | Luiz Bolognesi | Indicado  |     |
| 2018 | Prêmio Platino  | Melhor Direção de Fotografia | LULA CARVALHO  | Indicado  |     |